# Eggert Aron Guðmundsson
Eggert Aron Guðmundsson (8 de febrero de 2004) es un futbolista islandés que juega en la demarcación de centrocampista para el SK Brann de la Eliteserien.

## Selección nacional
Tras jugar en las categorías inferiores de la selección, finalmente hizo su debut con la selección absoluta de Islandia el 13 de enero de 2024 contra Guatemala en un partido amistoso que finalizó con un resultado de 0-1 a favor del combinado islandés tras el gol de Ísak Þorvaldsson.

## Clubes
| Club              | País     | Año       | Partidos | Goles |
| ----------------- | -------- | --------- | -------- | ----- |
| Stjarnan Garðabær | Islandia | 2019-2024 | 72       | 17    |
| IF Elfsborg       | Suecia   | 2024-2025 | 11       | 1     |
| SK Brann          | Noruega  | 2025-     |          |       |